# Dennis Kuczynski
Dennis Kuczynski (* 1986/1987) ist ein ehemaliger deutscher Footballspieler.

## Leben
Kuczynski entsprang der Nachwuchsarbeit der Hamburg Blue Devils. 2006 wurde er in eine Jugend-Europaauswahl berufen.
Von 2006 bis 2013 gehörte der Quarterback, Kicker und Linebacker der Herrenmannschaft der Hamburger an. Bis 2008 spielte er mit den Blue Devils in der höchsten deutschen Liga GFL. Er blieb der Mannschaft auch nach dem Rückzug in die Regionalliga 2009 treu und stieg mit ihr 2010 in die zweite Liga sowie 2011 in die GFL auf. 2011 stand Kuczynski im Aufgebot der deutschen Nationalmannschaft. Während fast seiner gesamten Zeit bei den Blue-Devils-Herren war sein Bruder Marcel sein Mannschaftskamerad.